# Nyikolaj Vlagyimirovics Nyekraszov
Nyikolaj Vlagyimirovics Nyekraszov /eszperantó: Nikolao Vladimiroviĉ Nekrasov, orosz: Николай Владимирович Некрасов/ (Moszkva, Oroszország, 1900. december 18. – Szovjetunió, 1938. október 4.) eszperantista író, műfordító.

## Életútja
Nyekraszov egy moszkvai kiadónál dolgozott. 1915-ben lett eszperantista.
1918–1919-ben a Tutrusia Ligo de Junaj Esperantistoj (Fiatal Eszperantisták Összoroszországi Ligája) elnöke és a Juna Mondo (Fiatal Világ) szerkesztője, kiadója. 1922. június 1.-jén Nyekraszov és Gregory Demidyuk megalapította a La Nova Epoko (1922–1930) című kulturális folyóiratot, amely a SAT egyik kiadványa lett. 1923-ban tagja lett a Sovetrespublikara Esperantista Unio (SEU) központi bizottságának, amelyet akkor Erneszt Karlovics Drezen vezetett. Különösen foglalkoztatta az eszperantó irodalom története és kritikája, a proletár forradalmi eszperantó mozgalom ideológiája és a nemzeti probléma.
Az 1930-as évek elején aktívan részt vett az Eszperantó Enciklopédia  anyagának összeállításában és előkészítésében. Zamenhoffal sokat levelezett. 1931-ben az Internacia Asocio de Revoluciaj Esperantaj Verkistoj (IAREV) egyik társalapítója volt, és szerkesztette annak első újságát, a La Nova Etapo-t.
Nyekraszov verseket is írt. Úgy gondolta, hogy verseiben az orosz költő-szimbolistákat, különösen Brjuszov-ot követi, ezért különös figyelmet fordított a nyelv stilisztikai tisztaságára. Köztudott, hogy legnagyobb eredeti műve a Kazanovo (vagy Casanova) című költemény volt – a kéziratot olvasók nagyra értékelték. A kézirat legalább egy példánya az 1960-as évek elején még létezett, de később nyomtalanul eltűnt.

### Letartóztatása, kivégzése, rehabilitációja
Nyekrasovot 1938-ban letartóztatták, és azzal vádolták, hogy "egy eszperantista fasiszta, kém és terrorszervezet szervezője és vezetője". 1938. október 4.-én agyonlőtték. Archívuma és könyvtára megsemmisült; feltehetően az összes kiadatlan műve és fordítása elpusztult.
1957. november 26.-án posztumusz felmentették.

### Művei

#### Fordítás

##### Líra
- Kupra rajdanto, Puŝkin
- Eŭgeno Onegin, Aleksandr Puŝkin, Sennacieca Asocio Tutmonda (SAT), 1931
- Dekdu kaj Najtingala ĝardeno de Aleksandro Blok
- Blanka cigno kaj La mortaj ŝipoj de Balmont
- Nubo en pantalono kaj Suno de Vladimir Majakovskij
- Monna Liza, Gerasimov
- Socialismo, Patrino de Bezimenskij

##### Próza
- La Ruĝa Stelo, Aleksandro Bogdanov, SAT, 1929 (kun aliaj).
- La Vojoj de Formiĝo kaj Disvastiĝo de la Lingvo Internacia, Ernest Drezen, SAT, 1929
- Historio de la Mondolingvo, Ernest Drezen, Eldon-Kooperativo por Revolucia Esperanto-Literaturo (EKRELO)

#### Eszperantó írásai

##### Líra
- Fablo pri ĝilotinŝraŭbeto, aperis en Sennacieca Revuo, represita en Mortopuno (unua eldono de restarigita Eldona Fako Kooperativa de SAT en 2007)
- Testamento de Satano
- Verda flamo
- Krono de sonetoj pri Esperanto, poemaro
- Mi moskvano, aperis en Internacia Literaturo

##### Próza
- Bibliografio de Esperantaj presaĵoj en USSR dum 12 jaroj de la revolucio 1917–1928, Moskvo, 1928
- Tra USSR per Esperanto
- Pluraj eseoj pri Esperanto-literaturo en La Nova Epoko

## Fordítás
- Ez a szócikk részben vagy egészben  a   Nikolao Nekrasov című eszperantó Wikipédia-szócikk ezen változatának fordításán alapul.  Az eredeti cikk szerkesztőit annak laptörténete sorolja fel. Ez a jelzés csupán a megfogalmazás eredetét és a szerzői jogokat jelzi, nem szolgál a cikkben szereplő információk forrásmegjelöléseként.
- Ez a szócikk részben vagy egészben  a   Nikolai Wladimirowitsch Nekrassow című német Wikipédia-szócikk ezen változatának fordításán alapul.  Az eredeti cikk szerkesztőit annak laptörténete sorolja fel. Ez a jelzés csupán a megfogalmazás eredetét és a szerzői jogokat jelzi, nem szolgál a cikkben szereplő információk forrásmegjelöléseként.